# Niezwyciężony (utwór muzyczny)
Niezwyciężony – piosenka zespołu Armia uważana za największy przebój zespołu.
Autorem słów jest Tomasz Budzyński. Głównym kompozytorem jest Robert Brylewski, natomiast formalnie autorstwo muzyki przypisane jest całemu zespołowi.

## Muzyka
Armia na przełomie lat 80. i 90. XX w. była jednym z czołowych zespołów polskiej sceny punkrockowej. Większość piosenek była utrzymana w gatunku hardcore punk, a więc ostrzejszym niż pierwotny punk rock. Jednocześnie z reguły ich struktura muzyczna była stosunkowo skomplikowana, jak na standardy gatunku. Pod tym względem „Niezwyciężony” wyróżniał się, gdyż był intencjonalnie skomponowany jako bardziej przebojowy, a więc prostszy, utwór. Pozostając w stylistyce punkowej, jest muzycznie łagodniejszy, wręcz pop-rockowy. Jest w tym porównywany do przebojów zespołu Ramones. Muzyka jest jednak wzbogacona o elementy rozbudowujące prostą melodię. Składa się na to głównie współgranie riffów gitarowych z partiami waltorni, a w wersjach koncertowych udział instrumentów klawiszowych. Za dwa ostatnie elementy pierwotnie odpowiedzialny był Krzysztof Banasik. Szczególnie wyróżnia się koda z przesterowanymi riffami gitarowymi i kontrapunktem waltorni. Muzyka jest opisywana jako radosna i skoczna. Współgra to z wplecionymi w tekst okrzykami hej!. 

## Tekst
Tekst, podobnie jak muzyka, jest uważany za optymistyczny. Zawiera nawiązania biblijne, co w polskich utworach rockowych z lat 80. XX w. nie było wyjątkowe. Ze względu na późniejszą aktywność Budzyńskiego bywa uważany za zapowiedź chrześcijańskiego rocka, który rozwinął się w Polsce w latach 90. XX w. Wśród interpretacji fanów popularne jest utożsamienie tytułowego Niezwyciężonego z Duchem Świętym, tę wersję potwierdził Tomasz Budzyński. Powtarzane w refrenie wezwanie do walki jest interpretowane w kontekście walki duchowej. Istnieją również spekulacje dotyczące nawiązania do powieści Lema o tym samym tytule. W wersjach koncertowych słowo ogień bywa zastępowane przez orzeł.

## Odbiór
„Niezwyciężony” szybko stał się koncertowym przebojem. Początkowo często był wykorzystywany jako utwór kończący koncerty. Jest określany jako największy przebój Armii i jej najbardziej rozpoznawalny poza gronem fanów utwór. Mimo to nie wszedł na listę przebojów Programu Trzeciego Polskiego Radia, w odróżnieniu od kilku innych piosenek. Był wykorzystywany w programie Rock Noc. Jest uważany za jeden z ulubionych utworów przez samych twórców, z wyjątkiem Budzyńskiego.

## Wersje
„Niezwyciężony” powstał już po wydaniu płyty Armia i nie pasował stylistycznie do następnej płyty, czyli Legendy. Ta, zgodnie z koncepcją Budzyńskiego w wersji kanonicznej zaczyna się od słowa „ojciec”, a kończy słowem „zachowam”, co tworzy mantrę om. Jednak na fali popularności zespołu i świeżo wydanej winylowej i magnetofonowej wersji Legendy, menadżerka zespołu, Katarzyna Kanclerz, zdecydowała na umieszczeniu dobrze przyjmowanego na koncertach „Niezwyciężonego” jako utworu bonusowego na również wydanej w 1991 roku płycie CD. Tak samo było z piosenką „Podróż na wschód”. Była to pierwsza płyta wydana przez Izabelin Studio. Na płytę trafiło nagranie zrealizowane przez Andrzeja Puczyńskiego w studiu w Izabelinie z lata 1990 roku. Trwa ono 3 minuty i 21 sekund. Jego twórcy to: Tomasz Budzyński – śpiew, Robert Brylewski – gitara elektryczna, Dariusz Malejonek – gitara basowa, Piotr Żyżelewicz – perkusja i Krzysztof Banasik – waltornia. Jako utwór bonusowy z Legendy w 1993 roku trafił również na płytę Czas i byt, która poza tym zawiera głównie nowe wersje piosenek z debiutanckiej płyty. Pojawia się na kolejnych reedycjach tych dwóch płyt. Znajduje się na większości płyt koncertowych i prawie zawsze współtworzy na nich tryptyk „Jeżeli”, „Trzy bajki”, „Niezwyciężony”. Wchodzi w skład składanek Punk Rock Later i Polski Top Wszech Czasów vol. 2. 
Piosenki nie wydano w formie singla, nie nakręcono również oficjalnego teledysku. 
Cover piosenki wydały m.in. w 2011 roku Arka Noego na płycie Pan Krakers i w 2013 roku Farben Lehre na płycie Projekt Punk. Cover w wersji anglojęzycznej, pod tytułem „The Undefeated”, wydał również zespół The Soundrops na płycie Songs From The Cloud.